# يوم الشهيد (البحرين)
يوم الشهيد هو المناسبة التي تحتفل مملكة البحرين بها في السابع عشر من ديسمبر (17 ديسمبر)، حيث جاء هذا التوجيه من الملك حمد بن عيسى آل خليفة ملك مملكة البحرين، ليكون تخليدا ووفاء وعرفانا بتضحيات وعطاء وبذل شهداء الوطن وأبنائه البررة، من منتسبي قوة دفاع البحرين، ووزارة الداخلية، والحرس الوطني، الذين أدوا مهامهم وواجباتهم الوطنية، داخل الوطن وخارجه، في الميادين المدنية والعسكرية والإنسانية كافة.

## ما هو يوم الشهيد البحريني؟
وفق حكومة البحرين فيوم الشهيد هو يوم وطني يؤكد أن مملكة البحرين والشعب البحريني الكريم لن تنسى أبناءها الذين قدموا دماءهم في ميادين الحق والواجب وساحات الفخر، دفاعا عن البحرين وصونا لسيادتها وحماية لإنجازاتها، ولتظل الراية عالية خفاقة، ورمز العزة والقوة والشموخ، وستظل وفية لدماء الشهداء وتضحياتهم الذين لبوا نداء الوطن، وحملوا الراية وحافظوا عليها حتى آخر رمق، وقد سطروا بتضحياتهم أروع القصص والأمثلة في التضحية والبطولة وحق الدفاع عن الكرامة والعزة والمجد.

## شهداء البحرين في اليمن
منذ بدء «عاصفة الحزم»، في 26 مارس 2015، ظهر الدعم البحريني لمبادرة التحالف العربي، إذ أعلنت البحرين مشاركتها بـ 15مقاتلة، كثالث أكبر قوة جوية في التحالف الذي تقوده السعودية، بعد الإمارات التي شاركت ب 30 مقاتلة والسعودية التي شاركت بـ 100 مقاتلة.
قد منيت قوات التحالف العربي بخسائر في الأرواح هي الأكبر منذ بدأ حملتها في اليمن، حيث سقط الجمعة 4 سبتمتبر 2015، 45 قتيلا من الجنود الإماراتيين و 5 من القوات البحرينية و 10 من القوات السعودية. وتعود تفاصيل الحادث، حين استهدفت جماعة «الحوثي» مستودعا للأسلحة والذخيرة في محافظة مأرب، شرق اليمن، ما أسفر عن انفجار المستودع بالكامل وأدى إلى استشهاد 45 جندي إماراتي و 5 جنود بحرينيين و 10 جنود سعوديين. وقد أعلنت الميليشيات الحوثية تبنيها لإطلاق صاروخ باليستي من نوع «نوشكا» على مخزن الأسلحة، في منطقة صافر مما أسفر عن اندلاع النيران واحتراق مخزن الأسلحة، كما دمرت بعضا من آليات ومدرعات قوات التحالف، وقد تم استقبال جثامين الشهداء بمراسم عسكرية خاصة، بحضور كبار ضباط قوة دفاع البحرين.

### الانفجار
تعرض يوم 4/9/2015 جنود بحرينون إلى هجوم صاروخي في مستودع للأسلحة والذخيرة في محافظة مأرب شرق اليمن ضمن العملية التي تقودها المملكة العربية السعودية بالمشاركة مع قوات التحالف العربي وعلى رأسها مملكة البحرين، مما أسفر عن انفجار المستودع بالكامل وأدى إلى سقوط 5 جنود بحرينيون.

### أسباب الانفجار
أعلنت جماعة أنصار الله التابعة للميليشيات الحوثية عن تبنيها لإطلاق صاروخ باليستي من نوع نوشكا على المعسكر التابع للجيش الوطني في منطقة صافر مما أسفر عن اندلاع النيران في المعسكر واحتراق مخزن الأسلحة واستشهاد الجنود، كما دمرت بعضا من الآليات والمدرعات التابعة لقوات التحالف.[بحاجة لمصدر]

### قائمة شهداء البحرين
تم نقل جثامين الشهداء من السعودية ووصولهم بعد اكتمالهم إلى أرض الوطن ليتم دفنهم في ترابها، وقد وصلت الجثامين إلى قاعدة عيسى الجوية على متن طائرة عسكرية تابعة لسلاح الجو الملكي البحريني برفقة قائد الحرس الملكي العميد الركن الشيخ ناصر بن حمد آل خليفة وقائد قوة الحرس الملكي الخاصة الرائد الشيخ خالد بن حمد آل خليفة، وعدد من ضباط قوة دفاع البحرين. يوم السبت الموافق 5/9/2015، وقد تم استقبال جثامين الشهداء بمراسم عسكرية خاصة على أرض المطار بحضور كبار ضباط قوة دفاع البحرين. ولاحقًا استشهد 3 جنود بحرينيين بسبب حادث لم يعلن عن تفاصيله. وفيما يلي قائمة بأسماء الشهداء:
| - الرقيب أول محمد نبيل حمد - الرقيب محمد حافظ يونس - الرقيب عبد القادر حسن العلص - الرقيب حسن إقبال محمد | - العريف عبد المنعم علي حسين - النقيب أحمد محمد أمين - النقيب مبارك سعد الرميحي - الرقيب الأول حسن علي إسكندر ماجد | - العريف عمار إبراهيم عيسى |